# Kopyto szewskie
Kopyto szewskie – zwane również prawidłem jest narzędziem używanym w pracy szewców do formowania butów. Kopyto może być używane zarówno jako miara uniwersalna, jak i przygotowane dla konkretnej osoby. W nieco zmienionej formie prawidła mogą być również stosowane jako element codziennej pielęgnacji butów zapobiegającej ich zniekształceniom. Najlepsze prawidła wykonane są z drewna bukowego lub cedrowego. 